# Pierre-Henri Hugoniot
Pierre-Henri Hugoniot (* 5. Juni 1851 in Allenjoie, Département Doubs; † 1887) war ein französischer Ballistiker, bekannt für Untersuchungen von Stoßwellen.

## Leben
Hugoniot war der Sohn eines Metallurgen und zeigte früh Talent für die Wissenschaft. Mit nur 17 Jahren wurde er Préparateur de Physique an der Faculté de Sciences in Straßburg. Er besuchte ab 1870 die École polytechnique und war nach seinem Abschluss 1872 bei der Marineartillerie. Von 1879 bis 1882 war er Professor für Mechanik und Ballistik an der Marine-Artillerieschule in Lorient und dann stellvertretender Direktor des Zentrallabors der Marineartillerie. 1884 wurde er Hauptmann und gleichzeitig Assistenzprofessor für Mechanik an der École polytechnique. Mit seinem Kollegen Hippolyte Sebert (1839–1930) untersuchte er die Gasausbreitung in feuernden Kanonen. Daraus entstand 1885 die Gleichung für Stoßwellen, die heute seinen Namen und den von William Rankine (1870) trägt (Rankine-Hugoniot-Gleichung), veröffentlicht im Journal der École polytechnique, als der Autor schon verstorben war (Herausgeber war der Mathematiker Roger Liouville). Seine Ideen wurden in Frankreich von J. Crussard (1907) und Émile Jouguet (1910 und „Mécanique des Explosifs“ 1917) weiterentwickelt.
Aufgrund seines Beitrags zu dem Buch von Felix Hélie Traité de ballistique expérimentale (Paris, Gauthier-Villars 1864), das die Experimente in Ballistik des französischen Militärs in Gavres von 1830 bis 1864 zusammenfasste, erhielt er einen Preis der Academie des Sciences und wurde 1884 Repetitor für Mechanik an der Ecole Polytechnique.
Nach Cheret wählte er die, seinen Fähigkeiten als Mathematiker nicht entsprechende Laufbahn als Artillerieoffizier, weil er über die Niederlage im Krieg 1870 gegen das Deutsche Reich erbittert war.
Möglicherweise starb er an Überarbeitung. Nach dem Nachruf von Liouville starb er auf einer Geschäftsreise zur Compagnie de Tramways de Nantes. Er befasste sich zuletzt auch mit Dampfmaschinen und beriet wahrscheinlich auf diesem Gebiet.

## Schriften
- Mémoire sur la propagation du mouvement dans un fluide indéfini, C.R. Acad. Sciences 1887
- Sur la propagation du mouvement dans les corps et spécialement dans les gaz parfaits, Journal École Polytechnique, Band 57, 1887, S. 3–98, Band 58, 1889, S. 1–126